# Virgilio Scapin
Virgilio Scapin (Vicenza, 11 luglio 1932 – Vicenza, 27 dicembre 2006) è stato uno scrittore e attore italiano.

## Biografia
Figura schiva e riservata del panorama letterario italiano, era da molti conosciuto e apprezzato quale arguto consigliere e libraio, nella libreria storica di Contra' Do' Rode, a pochi passi da Piazza dei Signori, nel centro storico di Vicenza (dove nel 2011 è stata posta una stele in sua memoria).
Il suo romanzo di esordio, Il chierico provvisorio, pubblicato nel 1962 per Longanesi, conserva una vivida impronta dell'esperienza dei suoi otto anni di studi seminariali.
A questa prima opera fece seguito, nel 1969, sempre per Longanesi, il romanzo Supermarket provinciale.
Nel 1976, con Bertani Editore di Giorgio Bertani, pubblicò la raccolta di racconti I magnasoéte ("I mangiacivette"), una celebrazione del mondo contadino di Breganze, popolare e autentico, e dei suoi dintorni, che fanno da cornice al suo profondo rapporto di amicizia con Firmino Miotti, protagonista del romanzo e compagno di avventure tra i vigneti che spesso ricorrono nei suoi scritti.
La stessa ambientazione fa da sfondo al romanzo Il bastone a calice, del 1994, vincitore del Premio Selezione Campiello 1995.
La Giostra degli arcangeli del 1983 viene scritta rievocando gli eventi dei Prelati Scotton, vissuti a Breganze a fine '800.
In edizione ridotta, su Il Giornale di Vicenza, è stato pubblicato il racconto Vivere, concepito, in origine, per far parte di Beato nel mondo, un romanzo che avrebbe dovuto essere il seguito de Il chierico provvisorio ma che non ha mai visto la luce.
Negli ultimi anni della sua vita, ha pubblicato un libro scritto a quattro mani con l'ingegner Bruno Cappelletti, nel quale i due autori parlavano della loro comune condizione di malati di Parkinson.
Esperto di enogastronomia, fu tra i fondatori della "Venerabile Confraternita del Bacalà alla Vicentina", con sede a Sandrigo, istituzione di cui fu "Gran Priore".
Tramite i suoi romanzi, Virgilio Scapin ha saputo descrivere con passione e trasmettere con poesia la cultura, colori e sapori della cittadina di Breganze che lo ringraziò nominandolo suo cittadino onorario e intitolandogli, dopo la sua morte, un premio letterario per racconti a tema, giunto nel 2019 alla undicesima edizione.
Morì per le complicazioni della patologia neurodegenerativa nel dicembre 2006 ; è sepolto nel famedio del Cimitero Maggiore di Vicenza quale cittadino illustre e benemerito.
Nel 2018, in un libro intitolato La compagnia di Virgilio, il critico letterario Marco Cavalli ha raccontato la storia della libreria di Virgilio Scapin e le sue relazioni con i principali protagonisti della scena culturale e letteraria di Vicenza. 
Nel 2003 un premio letterario intitolato a Virgilio Scapin è stato istituito a Breganze.

## Cinema
Meno nota è stata la sua partecipazione come attore di pellicole cinematografiche. Interpretò don Schiavon in Signore & signori di Pietro Germi e il personaggio del conte Lancillotto ne Il commissario Pepe di Ettore Scola. Da ricordare anche un suo cameo (l'edicolante) nel terzo episodio del film Il comune senso del pudore diretto da Alberto Sordi nel 1976 e ambientato tra Bassano del Grappa e Vicenza.

## Opere
- Il chierico provvisorio, Longanesi, 1962.
- Supermarket provinciale, Longanesi, 1969.
- I Magnasoète (I mangiatori di civette), racconti, ed. Giorgio Bertani Editore, Verona, 1976.
- La giostra degli arcangeli, Neri Pozza, 1983 (Premio Grinzane Cavour 1984).
- Il bastone a calice. Neri Pozza, 1994.
- Una maschia gioventù. Neri Pozza, 1998.
- Vivere (racconto), Il Giornale di Vicenza.
- Cattivi pensieri, Neri Pozza, 2000 ISBN 8873057667.
- I magnagati, Biblioteca dell'Immagine (collana Chaos), 2001 ISBN 9788887881547.
- (con Bruno Cappelletti), Due Parkinson non sempre paralleli. Così noi combattiamo il Parkinson, Lampi di stampa, 2003 ISBN 9788848802321.